# General Zahl
El General Zahl es un supervillano creado para la editorial DC Comics, en las páginas de la historieta Doom Patrol, y siendo uno de sus más acérrimos enemigos de dicho equipo, debutó en las páginas del cómic de Doom Patrol Vol. 1 #121 (octubre de 1968) y fue creado por Bruno Premiani y Murray Botinoff.

## Biografía ficticia del personaje
El General Zahl es un antiguo capitán alemán de un submarino nazi, caracterizado por manejar un antiguo Submarino U-Boot alemán de la Segunda Guerra Mundial, y que, por muchos años, sería utilizado como su vehículo de transporte personal luego de unirse a la Hermandad del mal; como capitán se vio enredado por primera vez contra la Doom Patrol, aún poseía el rango de "Capitán Zahl."
Siendo un antiguo capitán de submarinos, Zahl fue implacable y eficaz, logrando una gran cantidad de hundimientos y muertes de sus enemigos, tan alto que cualquier otro comandante de la flota alemana de la Segunda Guerra Mundial. Tras la caída del régimen nazi, el Capitán Zahl terminó trabajando como mercenario, hasta que un conflicto le llevó a enfrentarse con la Doom Patrol, que le obligó a retirarse. Tras dicho enfrentamiento, se vio obligado a llevar un soporte en la espalda y uncuello ortopédico. Más adelante, Zahl (que ahora se hacía llamar el "General Zahl") regresaría de su retiro y terminaría ayudando a Madame Rouge en uno de los intentos por acabar con la Doom Patrol. Madame Rouge había logrado previamente (al parecer también) la destrucción de los otros miembros de la Hermandad del mal.
Años después, Changeling, Robotman y los Jóvenes Titanes rastrearían a Zahl y a Rouge. Cerca del final del enfrentamiento, Zahl, decidido no ser capturado con vida, le disparó contra Robotman, sabiendo que las balas rebotarían contra el y matarían a Zahl, algo que finalmente logró. En su lecho de muerte, el General Zahl declaró:

"Ahora que muero en este momento, al menos eso está bien. Me hecho mi última Hail, Robotman!"

Impernitente hasta el final, sus últimas palabras fueron: 

"Hai ... Hail Hitl..."

## Poderes y habilidades
El general Zahl no poseía poder alguno, pero su entrenamiento militar como estratega le hacía uno de los peores enemigos de la Doom Patrol.

## Curiosidades
El personaje de las series animadas Las Sombrías Aventuras de Billy y Mandy y Evil con carne, el general Skarr (General Ernesio en América Látina), se basa en este personaje.

## Apariciones en otros medios
- El General Zahl hizo su única aparición en la televisión en la serie animada de Batman: The Brave and the bold, episodio "The Last Patrol!", con la voz de Corey Burton. Esta versión hizo que Doom Patrol se disolviera y se retirara años antes después de que no pudieron evitar que matara a una rehén que había tomado. En el presente, forma una alianza con Cerebro, Monsieur Mallah, Animal-Vegetable-Mineral Man, Mutant Master y Arsenal para vengarse de Doom Patrol exponiéndolos como fraudes. Sin embargo, él y su alianza son derrotados por Batman mientras Doom Patrol se sacrifica para salvar un pequeño pueblo que Zahl amenazaba, lo que hace que el mundo los aprecie aún más.